# Natuzza Evolo
Natuzza Evolo (* 23. August 1924 in Paravati bei Mileto; † 1. November 2009 ebenda) war eine italienische Mystikerin und Gründerin des Gebets-Zönakels.

## Biographie
Natuzza entstammte einer armen und kinderreichen Familie aus Kalabrien. Ihr Vater versuchte der Familie zu helfen und wanderte schon als sie noch ein kleines Mädchen war, nach Argentinien aus. Er kam aber nie mehr nach Italien zurück, so dass Natuzza ohne Vater aufwuchs. Sie musste sich schon früh um ihre Geschwister kümmern und der Mutter im Haushalt helfen. Somit hielt sich ihr Schulbesuch in Grenzen. Ihr Bildungsstand glich nahezu dem einer Analphabetin.
Sie heiratete einen Zimmermann, mit dem zusammen sie fünf Kinder bekam. Am 26. Juli 1936 erhielt sie die Stigmata des Leidens Christi. 1944 hatte sie eine Vision, in der sie gebeten wurde ein großes Haus zu bauen, um die Nöte der jungen, kranken und bedürftigen Menschen zu lindern. Am 13. Mai 1987 anerkannte der damalige Bischof von Mileto Domenico Tarcisio Cortese die Gemeinschaft der Gebets-Zönakel. Auf ihre Initiative entstanden in ihrem Heimatort die sozialen christlichen Zentren Pasquale Colloca und San Francesco di Paola.
Ihre Totenmesse wurde von sechs italienischen Bischöfen und über einhundert Priestern gefeiert.

## Beisetzung und Seligsprechungsprozess
Bei ihrer Beisetzung am 4. November 2009 gaben ihr sechs italienische Bischöfe, mehr als einhundert Priester und dreißigtausend Trauernde das letzte Geleit. Am 6. April 2019 wurde ihr Seligsprechungsprozess auf diözesaner Ebene eröffnet.